# Olios artemis
Olios artemis är en spindelart som beskrevs av Henry Roughton Hogg 1915. Olios artemis ingår i släktet Olios och familjen jättekrabbspindlar. Inga underarter finns listade i Catalogue of Life.